# Тейлър Виксън
Тейлър Виксън (на английски: Taylor Vixen) е артистичен псевдоним на Джесика Гроган (Jessica Grogan) – американска порнографска актриса, еротичен модел и екзотична танцьорка.
Родена е на 25 октомври 1983 г. в град Далас, щата Тексас, САЩ.

## Кариера
Дебютира като актриса в порнографската индустрия през март 2009 г., когато е на 26 години. Участва единствено в самостоятелни сцени или такива само с жени. Не е снимала секс сцена с мъж. Носителка е на титлата Пентхаус любимец на година на списание Пентхаус за 2010 г. През същата година Тейлър Виксън получава номинация за AVN награда в категорията за най-добра лесбийска секс сцена с две момичета за сцена заедно с германската порноактриса Франциска Фейсела.
На 7 май 2010 г. участва заедно с редица други порноактьори в 14-ия благотворителен голф турнир и благотворителния търг в памет на Скайлър Нийл в Сими Вали, Калифорния, на които се събират средства за финансиране на борбата с детски заболявания.

## Награди и номинации
- 2009: Списание Хъслър: момиче на корицата за месец август.[8]
- 2009: Пентхаус любимка за месец септември.[9]
- 2010: Пентхаус любимка на годината.[9][4][2]
- 2010: Номинация за AVN награда за най-добра лесбийска секс сцена с две момичета – заедно с Франциска Фейсела.
- 2012: Номинация за AVN награда за най-добра соло секс сцена.[10]
- 2012: Номинация за Exotic Dancer награда – Мис Exotic Dancer.com.[11]
- 2012: Twistys момиче на годината.[12]
- 2014: Номинация за AVN награда за лесбийска изпълнителка на годината.[2]